# Ронцано (Терамо)
Ронцано (итал. Ronzano) је насеље у Италији у округу Терамо, региону Абруцо.
Према процени из 2011. у насељу је живело 25 становника. Насеље се налази на надморској висини од 443 м.